# Église de la Présentation de Iaroslavl
L'église de la Présentation (Сретенский храм) est une église orthodoxe de Iaroslavl en Russie située dans le centre-ville historique.  

## Histoire
Une première église de bois dédiée à la Présentation de Jésus au Temple est mentionnée en 1636. Le marchand Pavel Denissovski Yakimov finance la construction d'une église de pierre en 1685, avec le patronage secondaire de saint Étienne de Souroj.
Autrefois, l'église était flanquée du côté Ouest d'une église d'hiver chauffée placée sous le vocable de l'icône de la Mère de Dieu dite «du Signe». Elle est détruite au début du XIXe siècle et remplacée par une nouvelle église.
L'église de la Présentation a été reconstruite deux fois, une première fois en 1833 et la dernière fois en 1891-1895 en style néorusse par Nikolaï Pozdeïev. Les travaux sont financés par un industriel de Iaroslavl du nom d'Ivan Dounaïev. L'autel secondaire de l'église est dédié à saint Pantaléon (Pantéléïmon en russe).
En 1918, le prêtre et compositeur de musique liturgique Vassili Zinoviev y a organisé sa chorale liturgique qui a survécu malgré l'hostilité de l'époque jusqu'en 1925.
L'église est fermée par les autorités communistes en 1929 et vandalisée. On y installe un club pour personnel soignant. En 1931, il question de raser l'église, mais cela n'est finalement pas mis en œuvre. Elle est transformée en entrepôt et à partir des années 1970 en manufacture de couture.
L'église est rendue à l'Église orthodoxe russe en 1994. Elle est inscrite au patrimoine protégé au niveau régional.